# Leopoldo Alas Mínguez

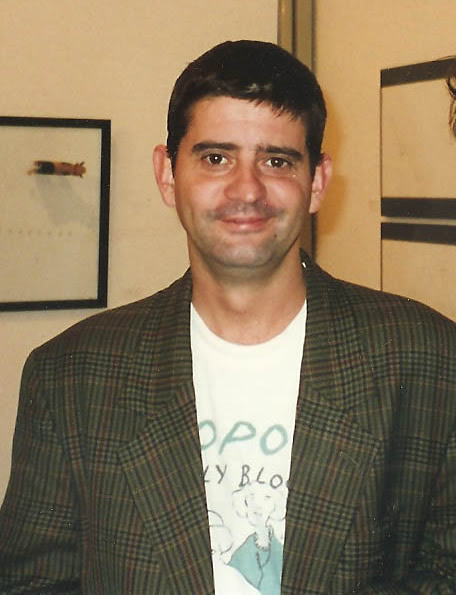
Leopoldo Alas

Leopoldo Alas Mínguez, bekannt als Leopoldo Alas (* 4. September 1962 in Arnedo, La Rioja, Spanien; † 1. August 2008 in Madrid) war ein spanischer Schriftsteller und Großneffe des Autors Leopoldo Alas „Clarin“.

## Leben
Alas Mínguez absolvierte ein Studium in italienischer Philologie und widmete sich allen literarischen Gattungen. Zwischen 1987 und 1992 leitete er die Zeitschrift Signos, die er mit Daniel Garbade und Luis Cremades gründete. Seit 1986 hat er zahlreiche Artikel für Zeitschriften und Zeitungen wie El Mundo oder der Homosexuellen Zeitschrift Zero geschrieben. Er war einer der wichtigsten Autoren der homosexuellen Literatur Spaniens. Leopoldo Alas starb 2008 mit nur 46 Jahren an einer Lungenentzündung.

## Werke

### Erzählungen
- África entera tocando el tam tam. 1981.
- mit José María Tato: Descuentos. Ediciones Libertarias, Madrid 1986, ISBN 84-7683-006-8.
- und andre: Tu piel en mi boca (= Salir del armario. Nr. 78). Egales, Barcelona 2004, ISBN 84-95346-73-7.

### Poesie
- Los palcos. 1988.
- La condición y el tiempo. 1. Auflage. Signos, Madrid 1992, ISBN 84-8062-000-5.
- La posesión del miedo. 1996.
- El triunfo del vacío. 2004.
- Concierto del desorden. 2007.
- Nostalgia de siglos y Con estas mismas distancias. 2011.

### Romane
- Bochorno. 1991.
- El extraño caso de Gaspar Ganijosa. 2001.
- A través de un espejo oscuro. 2005.
- La loca aventura de vivir. Odisea, Madrid 2009, ISBN 978-84-92609-11-6 (Posthum veröffentlicht).

### Thesen
- La orgía de los cultos. 1989.
- De la acera de enfrente. 1994.
- Hablar desde el trapecio. Huergo & Fierro, Madrid 1995, ISBN 84-7683-428-4.
- Los amores periféricos. 1997.
- Ojo de loca no se equivoca. 2002.

### Theater
- Última toma. 1985.
- La pasión de madame Artú. 1992.
- Sin demonio no hay fortuna. 1987, (Libretto).
- Estamos en el aire. 1991, (Libretto).

### Zeitschriften
- Sporadische Zusammenarbeit mit der Zeitschrift Zero.
- Gründete und leitete die Poesiezeitschrift Signos, mit Beiträgen von Rafael Alberti, Zeichnungen von Daniel Garbade und Gedichten von Luis Cremades, Fernando Savater, Francisco Brines, Severo Sarduy

### Kataloge
Er schrieb Beiträge in Katalogen zu unterschiedlichen internationalen Künstlern. Auch mit dem Schweizer Maler Daniel Garbade, in seinem Buch Coctel 1996, zusammen mit Texten von José Saramago, Rafael Alberti, Jesus Ferrero, Vicente Molina Foix und Daniel Janicot, stellvertretender Generaldirektor der UNESCO.
- Daniel Garbade,  Centro Cultural San Ildefonso (Toledo): Daniel Garbade – Cóctel: exposición: C.C. San Ildefonso, Toledo, septiembre 1996. zur gleichnamigen Ausstellung im Museum San Ildefonso, Toledo. Toledo 1996, OCLC 638126396.

### Radio und Interviews
- Von September 2004 bis zu seinem Lebensende machte Leopoldo Alas das Programm Entiendas o no entiendas auf Radio 5, nationales Radio von Spanien.
- Interview mit Severo Severo Sarduy in der Wochenausgabe El Semanal von El País.